# Mantella bernhardi
Mantella bernhardi es una especie de anfibio anuro de la familia Mantellidae.

## Distribución geográfica
Esta especie es endémica de Madagascar. Habita entre los 60 y 630 m de altitud en el sureste de la isla.

## Descripción
Mantella bernhardi mide de 19 a 22 mm. Su espalda es de color marrón grisáceo. Sus flancos son negros. El lado interno de las extremidades es naranja; el vientre es negro con algunas manchas grandes de color blanco azulado y una mancha en forma de herradura en la garganta, más extensa en los machos que en las hembras.

## Etimología
Esta especie lleva el nombre en honor a Bernhard Meier.

## Publicación original
- Vences, Glaw, Peyrieras, Böhme & Busse, 1994 : Der Mantella madagascariensis Komplex: Wiederentdeckung von Mantella cowani und Beschreibung von Mantella bernhardi n. sp. Die Aquarien- und Terrarien Zeitschrift, vol. 47, p. 390-393[6]